# Eva Pátková
Eva Pátková (* 9. října 1938 Praha) je česká překladatelka z německého jazyka a pracovnice Ústavu pro jazyk český Akademie věd ČR.

## Vzdělání a odborná činnost
Po absolvování Střední ekonomické školy v Praze (1957) studovala germanistiku a bohemistiku na Filozofické fakultě Univerzity Karlovy, v letech 1964–1965 absolvovala studijní pobyt na univerzitě v Göttingenu. Roku 1970 získala titul PhDr. V letech 1965–1971 působila v literárněhistorické a v letech 1980–2008 v jazykovědné oblasti pro Československou, respektive Českou akademii věd. Orientuje se především na překlad německé prózy a literatury faktu.

## Překlady z němčiny (do roku 2006)
- Andres, Stefan: Hrob závisti (Erzählungen; VP, Praha, Vyšehrad 1978)
- Aharoni, Zvi; Dietl, Wilhelm: Operace Eichmann (Der Jäger. Operation Eichmann, Themis, Praha 2002)
- Bieler, Manfred: Dívčí válka (Der Mädchenkrieg; R, Praha, Český spisovatel 1993)
- Blaukopf, Kurt: Gustav Mahler, současník budoucnosti (Gustav Mahler oder Der Zeitgenosse der Zukunft; LF, Praha, HaH 1998, + Jitka Ludvová)
- Bruyn, Günter de: Tajemný Jakobín (Märkische Forschungen; N, Praha, Odeon 1985)
- Bruyn, Günter de: Udělení ceny (Die Preisverleihung; R, Praha, Odeon 1976)
- Bruyn, Günter de: Život Jeana Paula (Das Leben des Jean Paul; R, Praha, Odeon 1984)
- Dürrenmatt, Friedrich: Labyrint (Erzählungen; PP, Praha, Hynek 1998, + Vratislav Slezák)
- Ende, Michael: Nekonečný příběh (Die unendliche Geschichte, Albatros, Praha 2001)
- Eschbach, Andreas: Video s Ježíšem (Das Jesus Video, Knižní klub, Praha 2004
- Fürnberg, Louis: Dovolená (Der Urlaub; R, Praha, Svoboda 1981)
- Gehmová, Franziska: Lov na mamuta (Dem Mammut auf der Spur; P, Argo, Praha 2010)
- Gombrich, Ernst: Stručné dějiny lidstva (Eine kurze Weltgeschichte für junge Leser; LF, Praha, Aurora 1999)
- Grass, Günter: Psí roky (Hundejahre; R, s Hanušem Karlachem, Atlantis Brno 2005)
- Hammesfahr /Hammesfahrová/, Petra: Hříšnice (Die Sünderin, Albatros plus, Praha 2003)
- Hammesfahr /Hammesfahrová/, Petra: Matka (Die Mutter, Albatros plus, Praha 2005)
- Hein, Christoph: Hornův konec (Horns Ende; R, Praha, Mladá fronta 1989)
- Hermlin, Stephan: Čas pospolitosti (Erzählungen; PP, Praha, Odeon 1977)
- Hesse, Hermann: Pohádky (Märchen, Argo, Praha 2005)
- Hesse, Hermann: Souborné dílo VI (Pohádky, Märchen, Argo, Praha 2000)
- Hey, Richard: Andělíčkář a spol. (Engelmacher & Co.; R, Praha, Svoboda 1979)
- Jakobs, Karl-Heinz: Moje úspěšná žena aneb Všechno bylo jinak (Die Interwiever; R,Praha, Svoboda l977)
- Jakobs, Karl-Heinz: Pyramida pro mne (Eine Pyramide für mich; R, Praha, Mladá fronta 1973)
- Kienitz, Friedrich-Karl: Národy ve stínu (Völker im Schatten; LF, Praha, Odeon 1991)
- Mercier, Pascal: Noční vlak do Lisabonu (Der Nachtzug nach Lissabon; R, Albatros Media, Praha 2011)
- Meyrink, Gustav: Golem (Der Golem; R, Praha, Mladá fronta 1971; Praha, Argo 1993)
- Meyrink, Gustav: Mistr Leonhard (Gesammelte Werke I-VI; VP, Praha, Aurora l996)
- Meyrink, Gustav: Valpuržina noc (Walpurgisnacht; R, in: Valpuržina noc / Bílý dominikán, Praha, Odeon 1992)
- Meyrink, Gustav: Zelená tvář (Das grüne Gesicht; R, Praha, Argo 1997)
- Muschg, Adolf: Albisserův důvod (Albissers Grund; R, Praha, Odeon 1978)
- Pressler /Presslerová/, Mirjam: Když přichází štěstí (Wenn das Glück kommt, muss man ihm einen Stuhl hinstellen; R, Praha, Albatros 1998)
- Remarque, Erich Maria: Čas žít, čas umírat (Zeit zu leben, Zeit zu sterben; R, Praha, Odeon 1981; Praha, Odeon 1984)
- Remarque, Erich Maria: Vítězný oblouk (L´Arc de Triomphe; R, Praha, Odeon 1978; Praha, Odeon 1987)
- Schäfer, Peter: Prezidenti USA (Die Präsidenten der USA in Lebensbildern; LF, Praha, Mladá fronta 1995)
- Schwarzenberg /Schwarzenbergová/, Therese: Má cesta zpátky do života (Mein Weg zurück ins Leben; LF, Praha, Mladá fronta 1996)
- Simmel, Johannes Mario: Hurá, ještě žijeme (Hurra wir leben noch; R, Praha, Svoboda 1993)
- Simmel, Johannes Mario: Tajný chléb (Das geheime Brot; R, Bratislava, Práca 1993)
- Slovník světového malířství (Das grosse Lexikon der Malerei; Praha, Odeon 1991, + Ludvík Václavek, Lucy Topoľská, Klement Benda, Dagmar Bílková, Anitau Pelánová)
- Vandenberg, Philipp: Zapomenutý pergamen (Das vergessene Pergament; R, Euromedia, Praha 2006),
- Weiss, Ernst : Jarmila (J., Eine Liebesgeschichte aus Böhmen, Aula, Praha 1998)
- Wolf /Wolfová/, Christa; Wolf, Gerhard: Till Eulenspiegel (Till Eulenspiegel; P, in: Příběhy pravdivě pomyslné, Praha, Mladá fronta 1984